# Резедові
Резедові (Resedaceae) — родина рослин порядку капустоцвітих (Brassicales), що зростають у північній півкулі й Африці, переважно в тропіках, але також і в помірних широтах.

## Біоморфологічна характеристика
Це однорічні, дворічні чи багаторічні трави або рідко малі кущі. Листки чергові, від простих до перисторозділених; прилистки дрібні й залозисті. Квітки в китицях, неправильні. Зав'язь одногнізда, на верхівці відкрита. Плід — зазвичай коробочка, рідко ягодоподібний. Найбільш близькі до Capparaceae. Відрізняються від них, головним чином, сидячими і вільними приймочками та зав'яззю, котра звичайно в зрілому стані відкрита на верхівці. Родину Резедові зближують з каперцевими по наявності короткого андрогінофору, але квітка тут зигоморфна. Незвичайно, що плодолистки зростаються не повністю і тому зав'язь (з 2–6 плодолистків) має зверху відкритий отвір. Приймочка сидяча, невелика.

## Поширення
Представники родини Резедові поширені від Канарських островів через Середземномор'я і Західну Азію до північно-західної Індії і Центральної Азії, а також У Європі і Західному Сибіру, Африці (о. Сокотра) та Північній Америці (від Мексики до Техаса і Південної Каліфорнії).

## Використання
Вид резеда запашна (Reseda odorata) вирощується як декоративна рослина (у т. ч. в Україні) через її сильний аромат. Коріння й пелюстки R. odorata служать для отримання ароматичної олії й використовується у парфумерії. Резеда жовтенька (Reseda luteola) — барвник (для фарбування тканин) жовтого кольору, відомий з давніх часів.

## Склад родини
Родина містить 6–12 родів і понад 90 або понад 100 видів.
Склад родини за Catalogue of Life:
1. Caylusea
2. Ochradenus
3. Ochradiscus
4. Oligomeris
5. Randonia
6. Reseda
7. Sesamoides

Склад родини за Plants of the World Online:
1. Borthwickia
2. Caylusea
3. Forchhammeria
4. Ochradenus
5. Ochradiscus
6. Oligomeris
7. Randonia
8. Reseda
9. Sesamoides
10. Stixis
11. Tirania

До автохтонної флори України належить три види резедових: резеда непахуча (Reseda inodora Rchb.), резеда жовта (Reseda lutea L.), резеда жовтенька (Reseda luteola L.).